# Calle Canal (línea de la Séptima Avenida–Broadway)
Calle Canal es una estación en la línea de la Séptima Avenida-Broadway del metro de la ciudad de Nueva York, localizada en Manhattan en la intersección de las calles Canal y Varick.
La estación fue renovada en 1992 por la Autoridad de Tránsito de la Ciudad de Nueva York .